# Dick Powell
Richard Ewing "Dick" Powell, född 14 november 1904 i Mountain View, Arkansas, död 2 januari 1963 i Los Angeles, Kalifornien, var en amerikansk skådespelare, filmproducent, filmregissör och sångare.
Efter en karriär som änglalik sångare i en rad musikalfilmer på 1930-talet, genomgick han i mitten av 40-talet en total förvandling och blev populär i tuffa roller, ofta som privatdetektiv.
Powell avled 1963 av cancer som en av ett stort antal skådespelare och inspelningspersonal vilka var med vid inspelningen av filmen Erövraren där Powell var regissör. Den inspelades 1956 i Utah, nära ett atomtestområde.
Dick Powell var gift tre gånger, i det första äktenskapet med Mildred Maund, i det andra med Joan Blondell och i det tredje med June Allyson.

## Filmografi i urval
Som skådespelare
- 1933 – 42:a gatan
- 1933 – Gold Diggers of 1933
- 1933 – Footlight Parade
- 1934 – Under-bar
- 1934 – Flirtparaden
- 1935 – Gold Diggers of 1935
- 1935 – En midsommarnattsdröm
- 1937 – Gold Diggers of 1937
- 1937 – On the Avenue
- 1938 – Kjol- och rackartyg
- 1940 – Jul i juli
- 1944 – Det hände i morgon
- 1944 - Mord, min älskling! (som privatdetektiven Philip Marlowe)
- 1945 – Det enda vittnet
- 1947 – Johnny O'Clock
- 1948 – Opium
- 1948 – De förrymdas legion
- 1951 – Panik på nattexpressen
- 1952 – Illusionernas stad

Som regissör
- 1956 – Erövraren